# Kaltouma Nadjina
Kaltouma Nadjina (sinh ngày 16 tháng 11 năm 1976) là một vận động viên chạy nước rút của Tchad. Đặc sản của cô là 200 và 400 mét, và cô giữ kỷ lục Tchad trong các sự kiện đó, 100 m và 800m. Cô đã giành được 200 m sự kiện tại Jeux de la Francophonie năm 2001 được tổ chức tại Ottawa, Ontario, Canada và 200 và 400 m trong Giải vô địch châu Phi năm 2002 được tổ chức tại Tunis.

## Cuộc sống ban đầu và bối cảnh
Sinh ra tại Bol trong một gia đình khiêm tốn, sự nghiệp thể thao của cô bắt đầu khi cô tham gia vào năm 1993 tại Moundou đến Tuần lễ Thể thao Quốc gia. Chiến thắng của cô trong 400 mét đã mở ra cho cô con đường tuyển chọn cho Giải vô địch thế giới năm 1994 được tổ chức tại Lisbon.
Vào tháng 2 năm 1997, với sự giúp đỡ của một khoản trợ cấp của Ủy ban Olympic quốc tế, cô rời Chad đến Hoa Kỳ. Cô định cư ở Savannah, Georgia. Năm 1999, cô chuyển đến Calgary, Alberta, Canada, nơi cô được đào tạo dưới thời cựu huấn luyện viên Olympic Canada John Cannon.

## Sự nghiệp điền kinh
Cho đến ngày nay, những chiến thắng quan trọng nhất của cô là 200 m trong Jeux de la Francophonie năm 2001 được tổ chức tại Ottawa và 200 và 400 m trong Giải vô địch châu Phi năm 2002 được tổ chức tại Tunis. Tại World Cup IAAF 2002, cô đã hoàn thành thứ năm trong 400 m và thứ tư trong tiếp sức 4 x 400 m. Cô giữ kỷ lục Chadian trong 100 m, 200 m, 400 m và 800 m.
Năm 2004, Nadjina thi đấu tại Giải vô địch châu Phi năm 2004 về điền kinh ở Brazzaville, nơi cô giành HCĐ ở nội dung 200 mét với thời gian 23,29 và bạc ở nội dung 400 mét với thời gian 50,80. Năm 2005, Nadjina thi đấu tại Jeux de la Francophonie năm 2005 tại Niamey. Cô đã giành huy chương vàng trong cả hai sự kiện 200 mét và 400 mét.
Năm 2009, cô bị khiển trách và bị hủy bỏ sau khi vi phạm doping.

## Thành tích giải đấu
| Năm                | Giải đấu                     | Địa điểm                       | Thứ hạng           | Nội dung           | Chú thích              |
| Representing Tchad | Representing Tchad           | Representing Tchad             | Representing Tchad | Representing Tchad | Representing Tchad     |
| ------------------ | ---------------------------- | ------------------------------ | ------------------ | ------------------ | ---------------------- |
| 1993               | World Championships          | Stuttgart, Germany             | 38th (h)           | 200 m              | 26.15                  |
| 1993               | World Championships          | Stuttgart, Germany             | 31st (h)           | 400 m              | 59.76                  |
| 1994               | African Junior Championships | Algiers, Algeria               | 6th                | 400 m              | 25.34                  |
| 1994               | World Junior Championships   | Lisbon, Portugal               | 36th (h)           | 200 m              | 24.99 (wind: +1.5 m/s) |
| 1994               | World Junior Championships   | Lisbon, Portugal               | 26th (h)           | 400 m              | 56.08                  |
| 1995               | World Championships          | Gothenburg, Sweden             | 35th (h)           | 200 m              | 24.57                  |
| 1996               | Olympic Games                | Atlanta, United States         | 42nd (h)           | 200 m              | 24.47                  |
| 1997               | World Championships          | Athens, Greece                 | 33rd (h)           | 400 m              | 54.49                  |
| 1999               | World Indoor Championships   | Maebashi, Nhật Bản             | 17th (h)           | 400 m              | 54.30                  |
| 1999               | World Championships          | Seville, Spain                 | 26th (qf)          | 400 m              | 52.47                  |
| 1999               | All-Africa Games             | Johannesburg, South Africa     | 7th                | 200 m              | 23.55                  |
| 1999               | All-Africa Games             | Johannesburg, South Africa     | 8th                | 400 m              | 52.47                  |
| 2000               | African Championships        | Algiers, Algeria               | 3rd                | 400 m              | 52.27                  |
| 2000               | Olympic Games                | Sydney, Australia              | 41st (h)           | 200 m              | 23.81                  |
| 2000               | Olympic Games                | Sydney, Australia              | 26th (qf)          | 400 m              | 52.60                  |
| 2001               | World Indoor Championships   | Lisbon, Portugal               | 4th                | 400 m              | 52.49                  |
| 2001               | Jeux de la Francophonie      | Ottawa, Ontario, Canada        | 1st                | 200 m              | 23.07                  |
| 2001               | Jeux de la Francophonie      | Ottawa, Ontario, Canada        | 2nd                | 400 m              | 51.03                  |
| 2001               | World Championships          | Edmonton, Alberta, Canada      | 5th                | 400 m              | 50.80                  |
| 2001               | Goodwill Games               | Brisbane, Australia            | 1st                | 400 m              | 52.16                  |
| 2002               | African Championships        | Tunis, Tunisia                 | 1st                | 200 m              | 22.80 (w)              |
| 2002               | African Championships        | Tunis, Tunisia                 | 1st                | 400 m              | 51.09                  |
| 2003               | World Indoor Championships   | Birmingham, United Kingdom     | 13th (h)           | 400 m              | 53.50                  |
| 2004               | African Championships        | Brazzaville, Republic of Congo | 3rd                | 200 m              | 23.29                  |
| 2004               | African Championships        | Brazzaville, Republic of Congo | 2nd                | 400 m              | 50.80                  |
| 2004               | Olympic Games                | Athens, Greece                 | 16th (sf)          | 400 m              | 51.57                  |
| 2005               | Jeux de la Francophonie      | Niamey, Niger                  | 1st                | 200 m              | 22.92                  |
| 2005               | Jeux de la Francophonie      | Niamey, Niger                  | 1st                | 400 m              | 52.12                  |
| 2005               | World Championships          | Helsinki, Finland              | 18th (sf)          | 400 m              | 52.07                  |
| 2009               | Jeux de la Francophonie      | Beirut, Lebanon                | 1st                | 200 m              | 23.09                  |
| 2009               | Jeux de la Francophonie      | Beirut, Lebanon                | 1st                | 400 m              | 51.04                  |